# Рижская детская железная дорога
Рижская детская железная дорога (латыш. Rīgas bērnu dzelzceļš), также Латвийская детская железная дорога (латыш. Latvijas bērnu dzelzceļš) — узкоколейная железная дорога с шириной колеи 750 мм, действовавшая в Риге, в Межапарке. Одна из 52 действовавших в СССР детских железных дорог. Построена за средства Балтийской железной дороги для приобщения пионеров и школьников к железнодорожным профессиям, открыта 25 июня 1956 года. Обслуживалась силами детей при наличии взрослых наставников и работала с 22 июля 1956 года по май 1997 года. Закрыта из-за нерентабельности, демонтирована.
В советское время (с 1981 года) носила имя Красных латышских стрелков.

## История
Рижская детская железная дорога была построена во время второй кампании по созданию аналогичных дорог в СССР, проходившей в 1950-е годы. Первая кампания началась со строительства детской железной дороги в Тифлисе, открытой в 1935 году.
Такие дороги сочетали в себе аттракцион для развлечения посетителей парка и серьёзное занятие для детей и подростков, приобщавшихся в железнодорожным профессиям и учившимся ответственности и дисциплине, необходимым на транспорте. Латвийская железная дорога рассматривала её как кузницу кадров. Дети работали дежурными по станции, кондукторами вагонов, путевыми обходчиками, помощниками машинистов, а старшие школьники — машинистами.
Дорога действовала вначале с мая по август, с 1961 года — с мая по сентябрь, по четвергам и субботам с 13 до 18 часов, по воскресеньям с 10 до 18 часов. Зимой ребята-железнодорожники посещали Клуб юных техников Латвийской железной дороги, которым руководили инструкторы Ванаг и Баболиньш. На время летней работы их обеспечивали специально пошитой формой. В обслуживании дороги было занято по 300 школьников, для многих из которых эта практика обеспечила путевку в инженерные профессии железной дороги, а также направления на учёбу в Рижское железнодорожное училище, где ежегодно продолжали учёбу после окончания 8 класса 60 юношей и девушек, и в Ленинградский институт инженеров железнодорожного транспорта.
Популярность дороги была достаточно высока: уже в первые годы эксплуатации детский поезд «Дружба» (Draudzība) перевозил по две тысячи и более пассажиров в месяц.

## Маршрут
Управление дороги находилось на станции «Комсомольская» (Komjauniešu).
Маршрут длиной 2,1 км пролегал от проспекта Межа в сторону района Милгравис практически параллельно дороге от станции «Саркандаугава» до станции «Мангали». На линии имелись 3 станции:
- Станция «Яуниешу» («Молодёжная», ранее «Komjauniešu» — Комсомольская) в Межапарке (ул. Инчукална);
- Платформа «Пиониеру» («Пионерская», после пожара вокзал был снесён);
- Станция «Алеяс» («Аллейная», ранее «Сколас» — «Школьная») близ района Милгравис.

Соединялась отдельной трехниточной веткой совмещённой колеи 1524/750 мм со станцией «Саркандаугава» линии Рига—Скулте, через которую и подавались поезда и вагоны на Рижскую ДЖД.
На линии были обеспечены полуавтоматическая блокировка движения и поездная радиосвязь.

## Подвижной состав

### Локомотивы
- Паровоз Т3-78
- Паровоз Гр-322
- Тепловоз ТУ2-077
- Тепловоз ТУ2-093
- Тепловоз ТУ2-244 (он же ТУ2м-244)
- Тепловоз ТУ2-273
- Тепловоз ТУ3-035

### Вагоны
- Пассажирские вагоны PAFAWAG, 6 единиц, ранее были пассажирские вагоны постройки Лиепайских мастерских[2]
- 2 крытых грузовых вагона
- 2 грузовых платформы

В период строительства дороги на ней работал полученный из Вильнюса паровоз Коломенского завода и несколько двухосных грузовых платформ. После начала движения на дороге эта техника не использовалась и вскоре была списана.
Первым для движения поездов начал использоваться паровоз, полученный из депо Гулбене, который тянул два или три четырёхосных пассажирских вагона, построенных мастерскими Лиепайского военного порта.
В мае 1957 года на Рижскую ДЖД был поставлен новый тепловоз ТУ2-077, полученный непосредственно с завода.
В 1960 году были списаны старые пассажирские вагоны, вместо них на линию поставили четыре цельнометаллических вагона Pafawag.
В 1964 году дорога передала свой единственный паровоз в депо Лиепая, а на линии остался тепловоз, проработавший до 1966 года. Из Риги его отправили в депо Таллин-Вяйке, а затем на Запорожскую ДЖД (в 1972 году). Вместо него из Таллина был доставлен тепловоз ТУ2-093.
В 1968 году ещё один обмен локомотивами (ТУ2-093 на ТУ3-035) произошёл с литовским депо Паневежис. ТУ3-035 проработал до 1971 года и затем попал на Тбилисскую ДЖД. В том же году из Эстонии поступил тепловоз ТУ2-244, впоследствии модернизированный в депо «Засулаукс», а на следующий год — ТУ2-273, которые и прослужили до самого закрытия ДЖД.
В начале 1980-х годов дороге передали списанные с узкоколейки в Паневежисе багажный вагон и два пассажирских вагона Pafawag. Однако вагоны были антикварные, из самых первых серий, имели буксы на подшипниках качения и не были пригодны для использования.

## Современное состояние[2]
В мае 1997 года Детская железная дорога была закрыта, а её имущество выставлено на приватизацию. Тепловозы, два крытых грузовых вагона и одна грузовая платформа были отправлены на узкоколейную железную дорогу Гулбене — Алуксне. Ещё одна грузовая платформа и почтовый вагон поступили в коллекцию Железнодорожного музея. Два из шести вагонов Pafawag остались на дороге, были планы использовать их для кафе, но они не реализовались, и вагоны были разгромлены.
В 2001 году рижское городское агентство «Межапаркс» рассматривало возможность восстановить ДЖД, для чего требовалось сначала около 300 тысяч долларов для выкупа верхнего строения пути, при ликвидации дороги приватизированного частной фирмой «Юрас Холдингс», а также для оплаты обучения детей железнодорожным специальностям. Ни то, ни другое сделать не удалось.
В 2002 году Рижская ДЖД была разобрана, рельсы и светофоры демонтированы, а подвижной состав направлен на узкоколейную дорогу Гулбене—Алуксне.
В 2005 году Комитет собственности Рижской думы одобрил предоставление в аренду 2588 кв.м. земли под строениями бывшей станции детской железной дороги владельцу этих зданий Алдису Лездиньшу по 20 сантимов за кв.м. в год (517 латов в год за весь участок) в соответствии с решением суда, обязавшего Рижскую думу сделать это. Лездиньш купил здания у Латвийской железной дороги. На момент покупки от них остались только развалины, однако при аренде земли владельцу развалин выдвинули условие, что постройки можно использовать только для ранее предназначенной цели (как станции железной дороги, которая к тому времени уже была демонтирована). Ему также было предписано благоустроить земельный участок и прилегающий лес, а реновацию зданий провести согласно утверждённому строительному проекту. Лездиньш предлагал Рижской думе преобразовать станцию в пансионат, а на месте железнодорожного полотна устроить трассу для катания на роликах.
Здания станций были уничтожены пожарами в результате вандализма. Дольше других сохранялся остов сгоревшего здания станции Яуниешу, но зимой 2010 года он обрушился под тяжестью снега. В 2014 году его остатки были полностью снесены.